# Jennifer S. Brodbelt
Jennifer S. Brodbelt (* nach 1960) ist eine US-amerikanische Chemikerin, die auf dem Gebiet der Massenspektrometrie arbeitet.

## Leben
Brodbelt studierte Chemie an der University of Virginia mit einem Bachelor-Abschluss 1984. Nach ihrer Promotion mit einer Arbeit zur analytischen Chemie bei Robert Graham Cooks an der Purdue University 1988 ging sie als Postdoc an die University of California, Santa Barbara. 1989 wechselte sie als Assistant Professor of Chemistry an die University of Texas at Austin. 1995 wurde sie Associate Professor und 2000 Full Professor.
Ihr Arbeitsgebiet ist die Entwicklung und Anwendung der Photodissoziations-Massenspektrometrie (engl. photodissociation mass spectrometry) für die Charakterisierung der Strukturen und Modifikationen von Biomolekülen speziell der Peptide, Proteine, Nukleinsäuren, Oligosaccharide und Lipide.
Für ihre Forschungen erhielt Brodbelt zahlreiche Auszeichnungen und Ehrungen. Von 1993 bis 1995 war sie Sloan Research Fellow. Ebenfalls 1993 erhielt sie den NSF Young Investigator Award.
1995 wurde sie mit dem Agnes Fay Morgan Research Award ausgezeichnet. 2017 erhielt sie von der Association of Analytical Chemists den ANACHEM Award.
2019 wurde sie von American Chemical Society mit dem Frank H. Field and Joe L. Franklin Award for Outstanding Achievement in Mass Spectrometry geehrt.
Von 2014 bis 2016 war sie Präsidentin der American Society for Mass Spectrometry.

## Schriften (Auswahl)
- Jennifer S. Brodbelt: Analytical applications of ion-molecule reactions. In: Mass Spectrometry Reviews. Band 16, Nr. 2, 1997, S. 91–110.
- Esther C. Kempen, Jennifer S. Brodbelt: A method for the determination of binding constants by electrospray ionization mass spectrometry. In: Analytical Chemistry. Band 72, Nr. 21, 2000, S. 5411–5416, doi:10.1021/ac000540e.
- Jennifer S. Brodbelt: Probing molecular recognition by mass spectrometry. In: International Journal of Mass Spectrometry. Band 200, Nr. 1–3, 2000, S. 57–69, doi:10.1016/S1387-3806(00)00302-X.
- Jennifer S. Brodbelt: Photodissociation mass spectrometry: new tools for characterization of biological molecules. In: Chemical Society Reviews. Band 43, Nr. 8, 2014, S. 2757–2783, doi:10.1039/C3CS60444F.